# Lichtenegg (Dolna Austria)
Lichtenegg – gmina w Austrii, w kraju związkowym Dolna Austria, w powiecie Wiener Neustadt-Land. Liczy 1 064 mieszkańców (1 stycznia 2014).